# Beifang QCJ7050
Der Beifang QCJ7050 (anfänglich: Qinchuan SX720) ist ein Kleinstwagen des chinesischen Fahrzeugherstellers Xian Qinhuan Automobile der Marke Beifang, der Mitte der 1980er-Jahre in geringer Stückzahl produziert wurde.

## Entstehungsgeschichte
Das in der zentralchinesischen Stadt Xi’an ansässige Unternehmen Xian Qinhuan Automobile war in erster Linie ein Reparaturbetrieb. Er war Teil des staatlichen Rüstungskonzerns Běifāng Gōngyè (北方工業, englischer Name: China North Industries Corporation, kurz: Norinco), dessen Produktpalette von Lastkraftwagen über Chemieprodukte bis hin zu Waffen reichte. Die Entwicklung des Autos stand am Beginn einer Phase des Umbruchs in der chinesischen Automobilindustrie. Nachdem der nationale Fahrzeugmarkt in den 1960er- und 1970er-Jahren vom Shanghai SH760 dominiert gewesen war, begannen Mitte der 1980er-Jahre zahlreiche Betriebe, eigene Fahrzeuge zu entwickeln und anzubieten. Mit dem Beifang QCJ7050 griff Norinco diese Entwicklung auf. Er ist eines der ersten Automobile, die in dieser Zeit entstanden.
Das Auto war deutlich kleiner als der Shanghai. Es trug anfänglich die Bezeichnung Qinchuan SX720, wurde dann aber in Beifang QCJ7050 umbenannt. Die neue Modellbezeichnung sollte die Zugehörigkeit des Herstellers zum Rüstungskonzern Běifāng (Norico) dokumentieren und verkaufsfördernd wirken.
Der Beifang QCJ7050 erschien 1986 als Prototyp. Die Produktion des vom Prototyp kaum abweichenden Serienmodells dauerte von 1987 bis 1988. Das Auto konnte sich nicht durchsetzen. In drei Jahren entstanden nur etwa 500 Exemplare. Die meisten von ihnen wurden einige Jahre lang als Taxi in Xi’an eingesetzt.

## Modellbeschreibung
Der Beifang QCJ7050 war ein zweitüriges, viersitziges Fahrzeug mit Steilheck. Die Karosserie war sehr eckig gestaltet. Am Heck hatte der Wagen eine kleine Kofferraumklappe, die das Rückfenster einschloss. Hinten waren Schiebefenster angebracht. Der Beifang QCJ7050 wurde von einem Zweizylindermotor von Daihatsu angetrieben, der 28 PS (20 kW) leistete. Die Kraft wurde über ein von Hand zu schaltendes Vierganggetriebe auf die Hinterräder übertragen. Hinten hatte das Fahrzeug eine Starrachse, die an Blattfedern aufgehängt war. Die wenigen verfügbaren Fotografien zeigen, dass die kleinen Räder nicht mittig in den Radausschnitten lagen, sondern jeweils zur Wagenmitte versetzt waren. Die Rückleuchten stammten vom Daihatsu Charade.